# Каргинов, Андрей Олегович
Андре́й Оле́гович Карги́нов (род. 23 февраля 1976, Мирный, Якутская АССР) — российский автогонщик, Заслуженный мастер спорта России, победитель Ралли Дакар в 2014 и 2020 годах. Выступает за команду «КАМАЗ-мастер».

## Биография
Андрей Олегович Каргинов родился 23 февраля 1976 года в городе Мирном Мирнинского района Якутской АССР, ныне город — административный центр Мирнинского улуса Республики Саха (Якутия). В 1976 году семья переехала в город Набережные Челны Татарской АССР, где отец стал работать инженером на Камском автомобильном заводе.
Окончил среднюю школу № 35 города Набережные Челны, и Камскую государственную инженерно-экономическую академию.

### Спортивная карьера
В 9 лет увлёкся картингом, он несколько раз становился чемпионом Татарстана, получил звание кандидата в мастера спорта.
Проходил практику в Научно-техническом центре «КАМАЗа», где базируется команда «КАМАЗ-мастер». В 2005 году был принят в команду.
В 2006 году как механик был включён в состав гоночных экипажей, участвовал в нескольких гонках, проходивших в рамках чемпионата России по ралли-рейдам.
В 2007 году стал «боевым» пилотом — его дебют состоялся на одном из этапов чемпионата России, «Хазарские степи».
В 2008 году перенес травму, из-за которой временно отказался от участия в соревнованиях.
В 2010 году — механик в экипаже Ильгизара Мардеева, впервые вышел на старт «Ралли Дакар». На финише экипаж занял 5-е место.
В 2011 году в статусе пилота выиграл чемпионат России по ралли-рейдам, и стал третьим по итогам ралли «Шелковый путь».
В 2012 году Каргинов дебютировал на «Ралли Дакар» как пилот. Финишировал на четвёртом месте. Этот результат стал лучшим для команды «КАМАЗ-мастер» на «Ралли Дакар» 2012 года.
16 декабря 2012 года, за две недели до старта «Ралли Дакар», Каргинов серьёзно повредил ногу, сломав в результате падения плюсневую кость, и команда была готова снять его экипаж с ралли. Но Каргинов, пройдя курс реабилитации в Российском научном центре «Восстановительная травматология и ортопедия» имени академика Г. А. Илизарова, расположенном в городе Кургане, решил принять участие в гонке.
В 2013 году вновь вышел на старт «Ралли Дакар». На втором этапе у автомобиля отказало сцепление, и он потерял около полутора часов. Экипаж финишировал с третьим итоговым результатом.
За 8 километров до финиша последнего этапа «Ралли Дакар 2013» грузовик шедшего вторым в общем зачёте Каргинова налетел на поваленное дерево, в результате чего было пробито правое переднее колесо. Так как Каргинов шёл по трассе с минимальным отрывом — не только от своего ближайшего преследователя Айрата Мардеева, но и от шедшего четвёртым Жерара де Роя, а на замену колеса необходимо около 12 минут, он принял решение не останавливаться и доезжать последние километры до финиша на трёх колёсах. На финише он проиграл вторую позицию Мардееву, уступив ему всего 57 секунд, но сохранил за собой третью итоговую позицию, с отрывом от четвёртого места Жерара де Роя в три с половиной минуты.
На «Дакаре 2014» экипаж Каргинова лишь за три дня до окончания гонки вышел в лидеры грузового зачета. Победу на ралли экипаж одержал с опережением соперника на 3 минуты 11 секунд.
В 2017 году экипаж Каргинова принял участие в гонке «Африка Эко Рейс». По итогам гонки экипаж А. Каргинов — А. Мокеев — Д. Никитин занял первое место в грузовом зачете.
«Дакар 2018» года пропустил из-за травмы, сумел восстановиться к российской и китайской частям ралли «Шелковый путь 2018», и выиграл обе части этой гонки.
В 2020 году стал победителем «Дакара» в классе грузовиков.

## Награды и звания
- Орден Дружбы, 25 мая 2015 года[8]
- Медаль ордена «За заслуги перед Отечеством» II степени, 2010 год
- Письмо Президента Российской Федерации, 18 января 2020 года[9]
- Мастер спорта России международного класса, автомобильный спорт, 4 июля 2013 года[10]
- Заслуженный мастер спорта России, автомобильный спорт, 12 мая 2012 года[11]
- Медаль ордена «За заслуги перед Республикой Татарстан», 2017 год
- Медаль «За доблестный труд», Республика Татарстан, 2013 год
- Медаль «Во Славу Осетии», Республика Северная Осетия — Алания, 2014 год
- Знак отличия «За заслуги перед городом», Набережные Челны, 2010 год
- Почетная грамота ОАО «КАМАЗ», 2008 год
- Звание «Заслуженный машиностроитель Республики Татарстан», 2015 год

## Спортивные достижения
- 2006 год, «Хазарские степи», механик в экипаже В. Чагина — 1-е место
- 2006 год, «Великая Калмыкия», механик в экипаже И. Мардеева — 1-е место
- 2007 год, «Хазарские степи», пилот — 3-е место
- 2008 год, этап Чемпионата России «Тихий Дон», пилот — 2-е место
- 2010 год, «Хазарские степи», пилот — 2-е место
- 2010 год, «Ралли Дакар», механик в экипаже И. Мардеева — 5-е место
- 2011 год, «Золото Кагана», пилот — 1 место
- 2011 год, Чемпионат России по ралли-рейдам, пилот — 1 место
- 2011 год, ралли «Шелковый путь» — серия «Дакар», пилот — 3-е место
- 2012 год, «Ралли Дакар», пилот — 4-е место
- 2013 год, «Ралли Дакар», пилот — 3-е место
- 2013 год, «Золото Кагана», пилот — 1-е место
- 2014 год, «Ралли Дакар», пилот — 1-е место
- 2014 год, «Золото Кагана», пилот, 3-е место
- 2015 год, «Дакар», пилот, 3-е место
- 2015 год, «Золото Кагана», пилот, 5-е место
- 2015 год, «Великая степь», пилот, 1-е место
- 2016 год, «Золото Кагана», пилот, 1-е место
- 2017 год. «Африка Эко Рейс», пилот, 1-е место
- 2018 год, «Золото Кагана», пилот, 1-е место
- 2018 год, «Шелковый путь», пилот, 1-е место
- 2019 год, «Дакар», пилот, дисквалификация
- 2019 год, «Шелковый путь», пилот, 2-е место
- 2020 год, «Дакар», пилот, 1-е место
- 2021 год, «Дакар», пилот, 7-е место
- 2022 год, «Дакар», пилот, 4-е место
- 2023 год, «Шелковый путь», пилот, 3-е место[12]

## Семья
Отец Олег Харитонович Каргинов (род. г. Алагир, Северная Осетия), выпускник Московского автодорожного института, работал на КамАЗе инженером, один из родоначальников и популяризаторов гонок на багги в Набережных Челнах. Мать Лариса Александровна (род. г. Нижний Новгород)
- - Сестра Елена, она с семьей живет в Швейцарии, у неё сын Ян[13].

Жена Гульфия. Сыновья Захар (род. 21 января 2007), чемпион Татарстана по картингу (команда «КАМАЗ-Мастер-Юниор»), Демид
Будучи по национальности наполовину осетином, Каргинов состоит в осетинской национально-культурной автономии города Набережные Челны.